# Взяти живим або мертвим
«Взяти живим або мертвим» (англ. Wanted: Dead or Alive) — американський бойовик 1987 року.

## Сюжет
Колишній агент ЦРУ Нік Рендалл живе в Лос-Анджелесі і заробляє тим, що ловить злочинців за винагороду. У місті відбувається серія кривавих вибухів, відповідальний за які терорист Малак Аль Рахім. До Рендалла звертається колишній колега Денні Квінц, який просить допомогти. Ніку пропонують великий гонорар за упіймання Малака. Той погоджується, не підозрюючи, що ЦРУ вирішило використовувати його самого як наживку. Від рук терориста гинуть подруга Ніка, а також Денні і тепер завдання перетворюється на помсту.

## У ролях
| Актор             | Роль                 |
| ----------------- | -------------------- |
| Рутгер Гауер      | Нік Рендалл          |
| Джин Сіммонс      | Малак Аль Рахім      |
| Роберт Гійом      | Філмор Вокер         |
| Мел Гарріс        | Террі                |
| Вільям Расс       | детектив Денні Квінц |
| Сьюзен МакДональд | Луїза Квінц          |
| Джеррі Гардін     | Джон Ліптон          |
| Г'ю Гіллам        | Патрік Донобі        |
| Роберт Гарпер     | Дейв Гендерсон       |
| Елі Данкер        | Роберт Азіз          |
| Джозеф Нассер     | Гассон               |
| Сюзанн Вук        | Джамілла             |
| Джеральд Папасян  | Абдул Ренца          |
| Нік Фальтас       | Амір                 |
| Хаммам Шафі       | хімічний експерт     |
| Тайлер Тайхерст   | Чарлі Гіггінс        |
| Тед Вайт          | Піт                  |
| Ніл Саммерс       | Гарді                |
| Денніс Берклі     | Фарнсворт            |
| Ді Ді Решер       | місіс Фарнсворт      |